# Microplitis rufiventris
Microplitis rufiventris är en stekelart som beskrevs av Kokujev 1914. Microplitis rufiventris ingår i släktet Microplitis och familjen bracksteklar. Inga underarter finns listade i Catalogue of Life.